# Йонас Ягмінас
Йонас Ягмінас (лит. Jonas Jagminas; 20 червня 1949, Тітувенай) — литовський агроном, підприємець, політичний та громадський діяч, депутат Верховної Ради Литовської РСР (1988—1990), депутат парламенту Литовської Республіки (2004—2012).

## Життєпис
Закінчив технікум механізації сільського господарства в Смалінінкаї, здобув спеціальність інженера-механіка. У 1973—1980 роках — депутат Кедайнянської районної ради. З 1976 по 1980 року був головою найбільшого колгоспу в Кедайняйському районі.
У 1979 році закінчив заочне відділення агрономічного факультету Литовської сільськогосподарської академії. У 1987—1989 роках був перщим секретарем Шилальського району. У 1988—1990 роках — депутат Верховної Ради Литовської РСР, член КПРС. З 1989 по 1990 рік був заступником голови Ради міністрів ЛРСР, голова агропромислового комітету. Член громадсько-політичниого руху «Саюдіс».
У 1990 році захистив дисертацію на здобуття наукового ступеня «кандидат сільськогосподарських наук». З 1990 по 2004 рік був керівником низки приватних та державних підприємств у галузі агробізнесу, будівництва, нафтопереробки тощо.
У 2004 роц був обраний до парламенту Литовської Республіки від Партії праці на окрузі міста Плунге. Член Комітету із сільських справ, Комітету з європейських питань та Комітету з питань державного управління та муніципалітетів.
На парламентських виборах 2008 року був переобраний до парламенту від Соціал-демократичної партії Литви. Голова Міжпарламентської асамблеї Сейму Литовської Республіки та Верховної Ради України.
Почесний консул Казахстану в Литві.

## Нагороди
- Медаль Пам'яті 13 січня (2001)[9];
- орден «За заслуги» III ступеня (Україна, 2008)[10][11].